# Valeriana bertiscea
Valeriana bertiscea är en kaprifolväxtart som beskrevs av Pancic. Valeriana bertiscea ingår i släktet vänderötter, och familjen kaprifolväxter. Inga underarter finns listade i Catalogue of Life.